# Siem de Moes
Siem de Moes (17 febbraio 2004) è un calciatore olandese, difensore dell'Excelsior.

## Caratteristiche tecniche
È un difensore centrale.

## Carriera
de Moes è cresciuto nei settori giovanili di Feyenoord, Sparta Rotterdam ed Excelsior. Ad inizio 2024 è stato promosso in prima squadra dove ha debuttato il 10 marzo nell'incontro di Eredivisie perso 4-0 contro l'AZ Alkmaar.

## Statistiche

### Presenze e reti nei club
Statistiche aggiornate al 2 aprile 2024.
| Stagione        | Squadra         | Campionato      | Campionato | Campionato | Coppe nazionali | Coppe nazionali | Coppe nazionali | Coppe continentali | Coppe continentali | Coppe continentali | Altre coppe | Altre coppe | Altre coppe | Totale | Totale | Totale |
| Stagione        | Squadra         | Comp            | Pres       | Reti       | Comp            | Pres            | Reti            | Comp               | Pres               | Reti               | Comp        | Pres        | Reti        | Pres   | Reti   |        |
| --------------- | --------------- | --------------- | ---------- | ---------- | --------------- | --------------- | --------------- | ------------------ | ------------------ | ------------------ | ----------- | ----------- | ----------- | ------ | ------ | ------ |
| 2023-2024       | Excelsior       | ED              | 6          | 0          | CO              | 0               | 0               |                    | -                  | -                  |             | -           | -           | 6      | 0      |        |
| Totale carriera | Totale carriera | Totale carriera | 6          | 0          |                 | 0               | 0               |                    | -                  | -                  |             | -           | -           | 6      | 0      |        |